# Dürrnberg
Dürrnberg est un village autrichien situé sur la crête du même nom entre les bassins de Hallein et de Berchtesgadener, à côté de la frontière allemande, et la ville de Hallein. 
Jusqu'à sa fusion en 1938, Dürrnberg était une commune indépendante.